# أحمد تيجان كبه
أحمد تيجان كبه (بالإنجليزية: Ahmad Tejan Kabbah) (و. 1932 – 2014 م) هو سياسي، وعالم اقتصاد من سيراليون.
تولى منصب رئيس سيراليون (1996-03-29–1998-02-06)، ورئيس سيراليون (1998-03-10–2007-09-17) .

## التعليم
تعلم في جامعة أبيريستويث.